# Ledine
Ledine (en serbe cyrillique : Ледине) est un quartier de Belgrade, la capitale de la Serbie. Il est situé dans la municipalité de Novi Beograd. En 2002, il comptait 3 688 habitants et, en 2006, sa population était évaluée à 10 000 habitants[réf. nécessaire].
Ledine est le quartier le plus oriental de la municipalité.

## Présentation
En serbe, le nom de Ledine signifie « la lande », en raison des champs stériles sur lesquels il a été construit. Le quartier s'est autrefois développé sous la forme d'un bidonville, à l'extérieur des zones de développement planifié de Novi Beograd. Il est aujourd'hui relié aux quartiers de Bežanija et Dr Ivan Ribar par une bande de constructions le long des rues Vionogradska et Surčinska. Le quartier lui-même s'étend entre ces deux rues, qui, par ailleurs, relient Belgrade et Surčin. Et il connaît les difficultés des zones non planifiées de la capitale serbe.

## Cimetière juif
Ledine possède un cimetière juif, au lieu-dit Trostruki surduk. Il fut un des premiers lieux d'exécution de la ville de Belgrade occupée pendant la Seconde Guerre mondiale Fin septembre 1941, les nazis y tuèrent et enterrèrent 240 Juifs et un nombre moindre de Roms. L'emplacement du crime est marqué par une plaque commémorative avec une inscription ; ce mémorial fut placé à cet endroit par l'Association des organisations de vétérans le 20 octobre 1946. Le cimetière figure aujourd'hui sur la liste des biens culturels protégés de la Ville de Belgrade. Il a été rénové en 2008.